# Yagua (peuple)
Pour les articles homonymes, voir Yagua.
 (septembre 2024).
Si vous disposez d'ouvrages ou d'articles de référence ou si vous connaissez des sites web de qualité traitant du thème abordé ici, merci de compléter l'article en donnant les références utiles à sa vérifiabilité et en les liant à la section « Notes et références ».

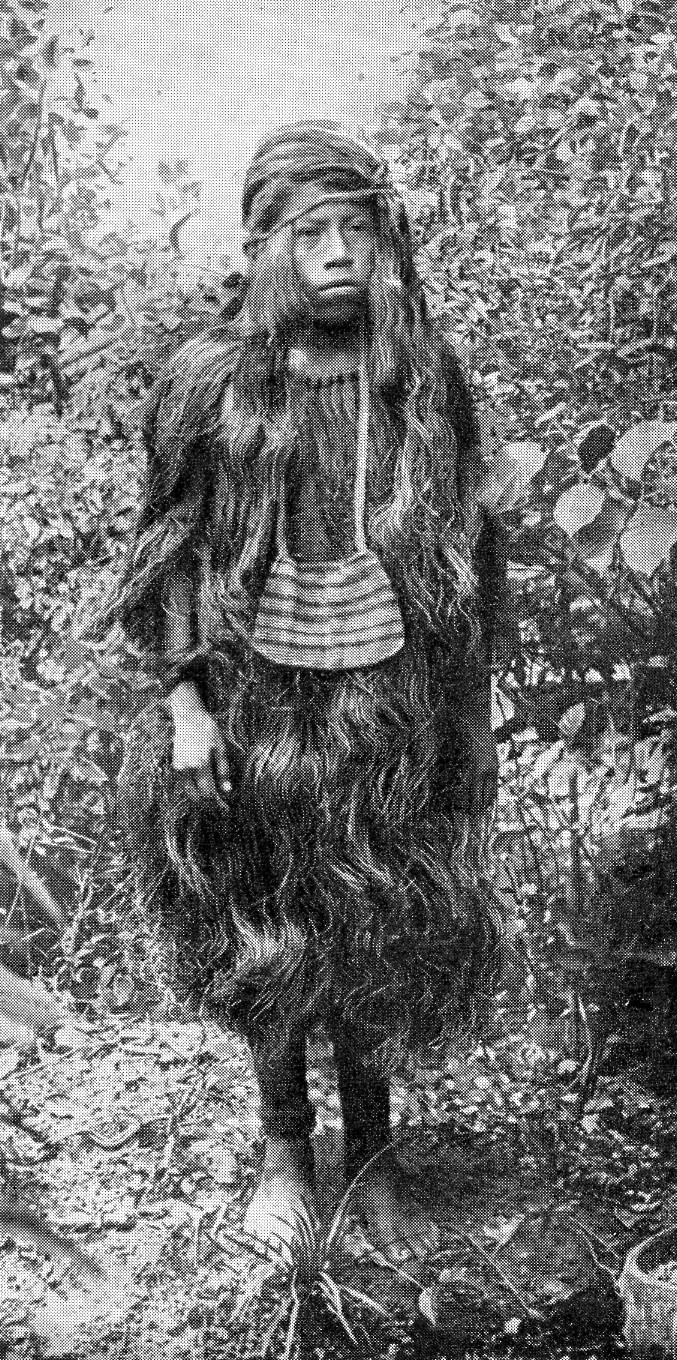
« Indien Yaguas vêtu de lianes souples (chambira) » (années 1920)

Le peuple Yagua est une population indigène clairsemée vivant au bord de l'Amazone.

## Histoire
Les Yaguas sont un peuple de la famille linguistique peba-yagua originaire de la région des fleuves Putumayo (Pérou/Colombie) et Amazone (Pérou). Les premiers échecs d'évangélisation des Yaguas par les jésuites au XVIIe siècle ne marqueront que le début d'une longue série d'essais d'évangélisation ratés de la part des missionnaires, à cause de la résistance active des indigènes. Mais la persécution par les trafiquants d'esclaves et les colons les poussera malgré tout au XVIIIe siècle à utiliser les missions comme lieux de refuge occasionnels. Les luttes interethniques pour la possession des objets en métal donnés par les missionnaires ont causé beaucoup de morts qui, ajoutés à ceux causés par les épidémies, affaiblirent remarquablement la population Yagua.
Vers la fin de ce siècle, les colons à la recherche de main-d’œuvre vont mettre en place le système des patrons, véritable système d'exploitation des populations locales. Celui-ci continua tout au long du XIXe siècle et s'intensifia en 1880 avec le début de l'époque du caoutchouc, qui durera jusqu'en 1914, marquant l'époque la plus cruelle de l'Amazonie. Par la suite, les patrons se reconvertirent dans les bois précieux, le leche caaspi, le barbasco et le cuir, entre autres, et l'exploitation continua. Par ailleurs, dans la première moitié du XXe siècle, de nouvelles épidémies arrivant et les guerres interethniques ne cessant pas, les Yaguas subirent encore de nombreuses pertes.
En 1945, des missionnaires de l'ILV/SIL (Instituto Lingüístico de Verano) traduisent la Bible en Yagua. En 1950, 40 % des Yaguas auraient été en contact permanent avec la société régionale, 10 % l'auraient fui et le reste aurait été en position intermédiaire. À la suite des problèmes liés à la terre, causés par l’incessante augmentation des activités extractives et l’élevage, la reconnaissance officielle dans les années 70 des « communautés natives » et leur attribution d'un titre de propriété vont pousser les Yaguas à la sédentarisation et ainsi à entrer progressivement dans l'économie locale.
Certains Yaguas ont un peu plus tard subi une période de forte exploitation touristique, certains entrepreneurs les faisant même déménager dans des centres, les mettant alors dans une totale dépendance vis-à-vis d’eux. Il existe aujourd'hui une soixantaine de communautés Yaguas indépendantes, pour la plupart reconnues, d'une population de 30 à 200 personnes et se concentrant principalement autour de l'Amazonas et totalisant environ 4500 personnes.

## Vie traditionnelle
Les Yaguas habitaient traditionnellement une cocamera, grande maison diurne commune, entourée de petites cocameras qui servaient pour la nuit aux unités familiales restreintes, et pouvant abriter un groupe de 20 à 200 personnes, selon la taille de celle-ci. Elles n'étaient que rarement utilisées plus de deux ou trois ans en raison du mode de vie semi-nomade. Chaque groupe était dirigé par un chef de la cocamera devant assurer la paix, par la suite appelés « curacas » avec les missions jésuites. Ce chef politique ne s'est transformé avec le temps qu'en un agent commercial qui faisait l’intermédiaire entre le groupe et les patrons ou les commerçants.
La société était divisée en clans patrilinéaires, pratiquaient l'exogamie clanique et la règle de résidence était patrilocale. Ils pratiquaient beaucoup la guerre dont ils ramenaient les dents de leurs ennemis comme trophées. Ils possédaient également une grande tradition chamanique, servant tant dans la gestion de la relation à la nature que comme médecine ou encore comme sorcellerie guerrière. Ils se nourrissaient presque exclusivement grâce à l'agriculture et à la chasse, se servant principalement de sarbacanes, laissant une très petite place à la cueillette et à la pêche. 
Parmi leurs différents rites, ils avaient coutume d'organiser de grandes fêtes de boisson, où ils dansaient et buvaient du masato (boisson de manioc fermentée), ainsi que de grands rituels claniques. Ce mode de vie « traditionnel » est aujourd'hui bien révolu.